# Sistema de producció d'animació en ordinador
El Computer Animation Production System o CAPS (sistema de producció d'animació en ordinador) va ser un sistema d'animació, composició i acolorit digital per llargmetratges animats, dissenyat per reemplaçar el costós procés de transferir dibuixos animats al cel·luloide mitjançant l'ús de tinta xinesa negra o tecnologia xerogràfica, més l'acolorit dels costats inversos del cel·luloide amb pintura guaix. El sistema CAPS permetia que les línies i àrees tancades dels dibuixos es poguessin acolorir fàcilment a ordinador de manera digital, amb una paleta de colors il·limitada. Aquest sistema va renovar la manera de fer animació gràcies a sofisticades tècniques com la mescla de color, l'ombreig transparent, la creació de textures i un major realisme, que van permetre acolorir i animar d'una manera que fins al moment no era possible.
El completat digital de les diferents cel·les del cel·luloide estava format per les pintures de fons escanejades i pels moviments de càmera que havien estat programats en un full d'exposició de l'ordinador, que simulava les accions de càmeres d'animació anteriors.
A més, afegia un complex tir de càmera multiplà que aportava un sentit de profunditat i a diferència de la càmera multiplà analògica, les càmeres de múltiples plans CAPS no estaven limitades per la grandària de les il·lustracions, de manera que amplis moviments de càmera, mai vistos, es van incorporar a les pel·lícules. La versió final de la seqüència era composta i gravada a la pel·lícula. Atès que els elements d'animació existien digitalment, era fàcil integrar altres tipus d'elements de pel·lícula i vídeo, inclosa l'animació tridimensional.
El primer cop que es va utilitzar el sistema CAPS, de la mà de The Walt Disney Company, fou als títols de l'anunci publicitari de The magic world of Disney, concretament en el moment en què Mickey Mouse surt dret sobre la icònica bola Spaceship Earth, símbol de Epcot, un dels parcs temàtics pertanyents a Walt Disney World Resort. El següent pas en l'experimentació amb CAPS es troba a la pel·lícula The Little Mermaid de 1989, on es va utilitzar a una única escena final, quan apareix el brillant i acolorit arc de Sant Martí.
Després de l'èxit de The Little Mermaid, les pel·lícules es van començar a fer completament mitjançant CAPS, és a dir, es va deixar de banda l'analògic per passar al digital. La primera pel·lícula íntegrament realitzada amb CAPS l'an 1990 va ser The Rescuers Down Under on es pot apreciar i comparar la nitidesa i brillantor dels colors en comparació a anteriors produccions realitzades de manera tradicional.
Les pel·lícules realitzades posteriorment i que pertanyen a una època de revifament i èxit de Disney van ser Beauty and the Beast, Aladdin, The Lion King i The Hunchback of Notre Dame, que a més va integrar la combinació del 2D i el 3D.

## Història i evolució del projecte CAPS

Els impulsors i pioners en l'ús del sistema CAPS van ser els estudis Disney, en col·laboració amb Pixar.

L'origen del sistema CAPS i l'interès per digitalitzar l'acolorit d'il·lustracions es va donar al Laboratori de Gràfics a Ordinador a l'Institut de Tecnologia de Nova York (NYIT) on van desenvolupar un sistema d'escanejat i pintura per l'animació al final de la dècada dels anys 70. Es va posar en pràctica a la producció d'un programa de televisió animat per ordinador, de 22 minuts de durada, que es va dir Measure for Measure. A partir d'aquí es continuà avançant en la recerca i innovació fins que Marc Levoy, un jove estudiant de la Universitat de Cornell juntament amb Hanna-Barbera Productions, van desenvolupar un sistema d'animació de vídeo per dibuixos animats a principis dels anys 80.
Un cop ja desenvolupat, el sistema CAPS va ser tota una inversió, però amb el pas del temps va reduir els costos de mà d'obra corresponents als processos de tinta, pintura i postproducció de les pel·lícules d'animació. A més va reduir el temps de producció i va transformar tota la feina esmentada anteriorment, al coneixement i ús de tècniques amb programes d'ordinador que agilitzaren molt el procés i desbancaren els pots de pintura xinesa. Al seu torn va proporcionar una paleta completament nova d'eines digitals per als cineastes, que els permetia crear textures, dimensions, tractar la lluminositat dels colors, etc.
CAPS era una col·lecció propietària de: programari, sistemes d'escanejat de càmeres, servidors, estacions de treball en xarxa i taules personalitzades desenvolupades per The Walt Disney Company juntament amb Pixar al final dels anys vuitanta. Disney i Pixar van començar la seva col·laboració com a estudis amb el desenvolupament i ús del sistema CAPS, que no només els permetia compartir eines sinó també generar beneficis. Des d'aquest moment col·laboren i s'influencien mútuament fins que l'any 2006 Disney anuncia la compra de Pixar.
Als seus inicis Disney no va parlar del sistema en públic, ja que es temia que es perdés la màgia si l'audiència descobria que hi havia ordinadors involucrats. L'any 1994 la revista especialitzada Computer Graphics World, va ser la primera a comentar el procés.

## Capacitats tècniques
A més de les millores cromàtiques i artístiques esmentades, el desenvolupament del sistema CAPS va permetre una molt bona qualitat d'imatge utilitzant sistemes per ordinador considerablement més lents que els actuals. Els fotogrames finals es renderitzaven amb una resolució de pel·lícula digital de 2k (2048 píxels d'amplada a una relació d'aspecte d'1,66), i les il·lustracions eren escanejades de manera que sempre mantenien el 100% de resolució al resultat final, sense importar com fos de complex el moviment de càmera.
Utilitzant l'ordinador d'imatges de Pixar, les imatges quedaven emmagatzemades a 48 bits per píxel. El sistema de composició va permetre complexes preses de múltiples capes que es van utilitzar pràcticament immediatament a The Rescuers Down Under per crear una presa d'obertura de 400 capes. El sistema DALS va fer ús d'un dels primers sistemes RAID a gran escala de la indústria cinematogràfica.

## Disminució i llegat
Després del baix rendiment de Home on the Range (traduïda com a Zafarrancho en el rancho a Espanya) l'any 2004, la direcció de Disney Feature Animation va considerar que el públic només volia animacions en 3D (com seria Shrek de la productora DreamWorks) i van tancar el seu tradicional departament d'animació en 2D. Es van retirar les taules i els pupitres de CAPS i es desmuntaren i descartaren les càmeres automàtiques d'escaneig personalitzades. A partir del 2005, només quedava un sistema d'escriptori i la seva funció únicament era llegir les dades de les pel·lícules que es feien en CAPS. Des de la seva fusió amb Pixar, s'han produït una minoria de pel·lícules en 2D, i com que la majoria de CAPS van tancar, aquestes produccions animades de manera tradicional, han estat produïdes utilitzant el programari Toon Boom Harmony, que ofereix un sistema d'animació digital actualitzat. Aquestes pel·lícules són: How to Hook Up Your Home Theatre (2007), The Princess and the Frog (2009), The Ballad of Nessie (2011) i Winnie-the-Pooh (2011).

## Produccions amb sistema CAPS

### Llargmetratges
- The Little Mermaid (1989) (escena final)
- The Rescuers Down Under (1990)
- Beauty and the Beast (1991)
- Aladdin (1992)
- Malson abans de Nadal (1993)
- The Lion King (1994)
- Pocahontas (1995)
- El geperut de Notre Dame (1996)
- Hèrcules (1997)
- Mulan (1998)
- Tarzan (1999)
- Fantasia 2000 (1999)
- L'emperador i les seves bogeries (2000)
- Atlantis, l'imperi perdut (2001)
- Lilo & Stitch (2002)
- El planeta del tresor (2002)
- Germà ós (2003)
- Home on the Range (2004)

### Curtmetratges
- Off His Rockers (1992)
- Trail Mix-UP (1993)
- Runaway Brain (1995)
- Destino (2003) Col·laboració entre Walt Disney i l'artista Salvador Dalí.
- Lorenzo (2004)
- The Little Matchgirl (2006)

## Importància
L'any 1992, l'equip que va desenvolupar CAPS va guanyar un premi a l'Acadèmia d'Arts i Ciències Cinematogràfiques (Academy of Motion Picture Arts and Sciences) en Ciències i Enginyeria. Els premiats van ser: 
- Randy Cartwright (Disney)
- David B. Coons (Disney)
- Lemuel Davis (Disney)
- Thomas Hahn (Pixar)
- James Houston (Disney)
- Mark Kimball (Disney)
- Dylan W. Kohler (Disney)
- Peter Nye (Pixar)
- Michael Shantzis (Pixar)
- David F. Wolf (Disney)
- Walt Disney Feature Animation Department

## La resistència de l'animació tradicional: Hayao Miyazaki

Spirited Away (El viaje de Chihiro o El viatge de Chihiro) de l'any 2001

Tot i que des de la fi del segle passat fins a l'actualitat la majoria de produccions animades estan fetes mitjançant ordinadors i softwares, encara hi ha artistes i equips que realitzen les obres de manera tradicional. Aquest és el cas del polifacètic l'il·lustrador, director i productor japonès Hayao Miyazaki, fundador de l'Estudi Ghibli i creador de pel·lícules com El meu veí Totoro (1988), La tomba de les lluernes (1988), La Princesa Mononoke (1997), i El viatge de Chihiro, de l'any 2001. A una entrevista concebuda a la revista Fotogramas, explicà que el procés de creació de les seves obres és tradicional pràcticament al cent per cent, i que això els ho explica a la resta de l'equip de primera mà donat que no vol que es perdi el mètode tradicional d'il·lustració, acolorit i forma de les seves pel·lícules. Reconeix que hi ha certs efectes, tot i que molt pocs, com serien els reflexos dels objectes a l'aigua, que enriqueix mitjançant l'ordinador.